# Suzan Pitt
Suzan Pitt (Kansas City, Misuri, 1943-16 de junio de 2019) fue una animadora y pintora estadounidense cuyos filmes han sido aclamados y exhibidos en todo el mundo. Impartió clases como profesora en el programa de Animación Experimental del Instituto de las Artes de California.

## Animación
Mientras estudiaba pintura, descubrió el arte de la animación usando una cámara de 8 mm en 1971.
Su película Asparagus se proyectó junto con Eraserhead, de David Lynch, durante dos años dentro del circuito de las midnight movies estadounidense.
Trabajó como productora de cine para varios proyectos animados, así como diseñando las primeras dos óperas que incluyeron imágenes animadas en su representación (La condenación de Fausto y La flauta mágica) en Alemania. Además, creó grandes espectáculos multimedia para la Bienal de Venecia y la Universidad de Harvard.
Como profesora asociada de la Universidad de Harvard, recibió una Beca Guggenheim, un Moving Image Award de la Creative Capital Foundation, una beca Rockefeller, y tres subsidios de producción de la National Endowment of the Arts estadounidense.

## Preservación de su obra
El Academy Film Archive preservó sus filmes Crocus (1971) y Asparagus (1978) en 2013 y 2014 respectivamente.

## Filmografía
| Año  | Título                             | Duración | Detalles                   |
| ---- | ---------------------------------- | -------- | -------------------------- |
| 2013 | Pinball                            | 7 min    | Digital, color             |
| 2011 | Visitation                         | 9 min    | Digital —desde 16 mm—, b/n |
| 2006 | El Doctor                          | 23 min   | 35 mm, color               |
| 1995 | Joy Street                         | 24 min   | 35 mm, color               |
| 1978 | Asparagus                          | 18 min   | 35 mm, color               |
| 1973 | Jefferson Circus Songs             | 16 min   | 16mm, color                |
| 1973 | Whitney Commercial                 | 3 min    | 16mm, color                |
| 1972 | Cels                               | 6 min    | 16mm, color                |
| 1972 | A City Trip                        | 3 min    | 16mm, color                |
| 1971 | Crocus                             | 7 min    | 16mm, color                |
| 1970 | Bowl, Theatre, Garden, Marble Game | 7 min    | 16mm, color                |